# 少論派
少論派是朝鲜王朝中西人党分裂出来。少论一名是用于对照主张与朝鮮肅宗外戚妥协的老论用的。
1680年的庚申換局中，对南人黨態度造成西人党分裂出老论派与少论派。代表人物有趙持謙與韓泰東。

## 少論的主要領袖
- 南九萬
- 尹拯
- 朴世采
- 李光佐（朝鲜语：이광좌）
- 趙顯命（朝鲜语：조현명）
- 宋寅明（朝鲜语：송인명）
- 李時秀（朝鲜语：이시수）
- 李秉模（朝鲜语：이병모）